# Cortinarius osmophorus
Cortinarius osmophorus är en svampart som beskrevs av P.D. Orton 1960. Cortinarius osmophorus ingår i släktet Cortinarius och familjen spindlingar.  Artens status i Sverige är: Ej påträffad. Inga underarter finns listade i Catalogue of Life.